# Taubaté Handebol
Handebol Taubaté es un club de deportivo de Brasil fundado en el año 2000 que se ubica en la ciudad de Taubaté, São Paulo. 
Actualmente posee 7 títulos de la Liga de Brasil de balonmano y 5 títulos del Campeonato Panamericano de Clubes de balonmano.

## Historia
La práctica del Handball en el club comenzó dentro de un proyecto denominado "Atleta do Futuro (Atletas del futuro)", este fue emitido por el SESI en el 2000 y estuvo a cargo del profesor Nelson Dahdal.
Debido a los buenos resultados obtenidos, el Handball fue incluido en la estructura deportiva del Departamento de Deportes de Taubaté.
A partir del año 2003, se comenzó a desarrollar en competencias de mayor relevancia deportiva, como el Campeonato Paulista, los torneos regionales y estaduales.
En 2004, el equipo de Taubaté conquistó por primera vez la medalla de oro en los Juegos Regionales disputados en Caraguatatuba. 
Al año siguiente, el equipo alcanzó otro hito; fue medalla de oro en los "Juegos Abertos do Interior" que tuvieron lugar en el municipio de Botucatu.
El primer título en términos de la Federación tuvo lugar en el año 2007 siendo Taubaté campeón de la Copa Oro, competición paralela a la Liga Nacional de Balonmano Masculino.
En 2010, fue la primera vez que el equipo participó de la Liga Nacional, dado las buenas actuaciones, Taubaté conquistó los títulos de las ediciones 2013 y 2014.
Cabe resaltar que participó por primera vez en el Campeonato Panamericano de Clubes de Balonmano en el año 2012, disputado en Londrina. Un año después, en 2013, disputó el Panamericano organizado en su ciudad, en donde logró obtener su primer título a nivel internacional. 
Con el título continental, Taubaté garantizó su derecho a disputar el IHF Super Globe (Campeonato Mundial de Clubes de Balonmano de Catar), en donde finalizó en sexto lugar. 
A finales de mayo de 2016, Taubaté venció los cinco partidos que disputó para así poder conquistar por cuarta vez el Campeonato Panamericano de Clubes. En la final de dicho torneo, derrotó a Pinheiros por 28 a 23 y se convirtió así en el máximo ganador de la competición.
Tras un 2017 de sequía, lograrìa coronarse nuevamente en el Panamericano de Clubes de 2018 disputada en su ciudad, en donde vencería en la final a SAG Ballester de Argentina, por 26 a 18.

## Palmarés
Internacional
- Campeonato Panamericano: 2013, 2014, 2015, 2016, 2018.
- Campeonato de Centroamérica y Sudamérica de clubes de balonmano: 2019, 2022, 2024.

Nacional
- Liga Nacional de Handebol Masculino: 2013, 2014, 2016, 2019, 2020, 2021, 2022.

Estadual
- Campeonato Paulista de Handebol Masculino: 2015, 2018, 2019, 2020, 2021, 2023
- Copa Oro de Handebol: 2007, 2009
- Juegos Abertos do Interior: 2005, 2014, 2016

Regional
- Campeonatos Regionales: 2004, 2008, 2010, 2011, 2012, 2013, 2014, 2015, 2016, 2017.

Otros títulos
- Aquece Rio: 2016[6]